# Ken Jeong
Ken Jeong (születési nevén Kendrick Kang-Joh Jeong; koreaiul: 정강조, Jeong Gang-jo, magyaros: Csong Gangdzso) (Detroit, Michigan, 1969. július 13. –) koreai származású amerikai komikus, színész és orvos.  Legismertebb alakítása Leslie Chow a Másnaposok-trilógiában, illetve Ben Chang az NBC Balfékek című sorozatában.

## Fiatalkora és tanulmánya
Jeong a michigani Detroitban született D.K. és Young Jeong dél-koreai bevándorló szülők gyermekeként. Apja a Wayne Állami Egyetemen szerzett közgazdaságtanból doktorátust. Jeong az észak-karolinai Greensboróban nőtt fel. D.K. Jeong az Észak-Karolinai A&T Állami Egyetem közgazdaságtan professzora volt.
Jeong a Walter Hines Page középiskolába járt, ahol részt vett a regionális vetélkedőben, beválasztották a diáktanácsba, és hegedült az iskolai zenekarban. 1986-ban, 16 évesen végzett, majd később Greensboro városa a Youth of the Year díjat adományozta neki az elért eredményeiért.
Jeong a Duke Egyetem másodéves hallgatójaként kezdett el színészkedni. Rövid ideig fontolgatta, hogy dráma szakra jelentkezik, miközben folytatta az orvosira való felkészülést. 1990-ben végzett a Duke-on, majd 1995-ben szerzett orvosdoktori végzettséget az UNC School of Medicine-en. Az orvosi egyetem előtti nyáron színházi órákat vett a Los Angeles-i Kaliforniai Egyetemen (UCLA).

## Magánélete
Jeong felesége, Tran Ho vietnámi amerikai háziorvos, aki mellrákot élt túl. „A humorunk az, ami átsegít minket az életen. A humorunk az, ami átsegített minket Tran rákján. Csak megpróbáljuk megtalálni a fényt ott, ahol sötétség van. Azt hiszem, számomra ez az, amiről a humor szól” - mondta Ken a Coping with Cancer magazinnak. Van egy ikerlányuk, Zooey és Alexa (2007-ben születtek). Jeong és családja a kaliforniai Calabasasban él.

## Filmográfia

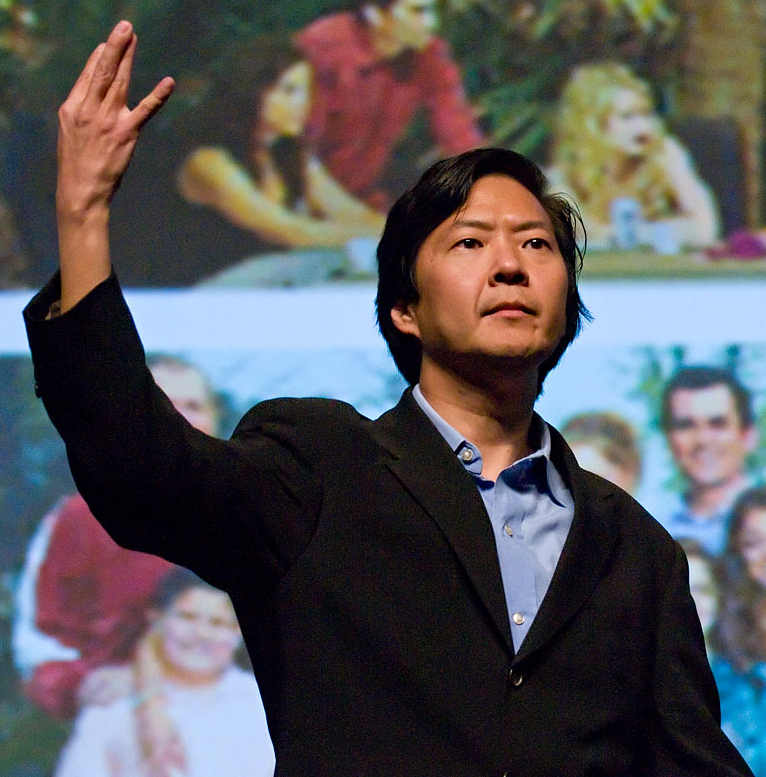
Jeong 2010-ben

### Filmek
| Év   | Magyar cím                             | Eredeti cím                       | Szerep                       | Magyar hang                                       |
| ---- | -------------------------------------- | --------------------------------- | ---------------------------- | ------------------------------------------------- |
| 1998 |                                        | Black Jaq                         | Kurt                         |                                                   |
| 2005 |                                        | Uncle P                           | szupermarketes fiú           |                                                   |
| 2007 | Felkoppintva                           | Knocked Up                        | Dr. Kuni                     | Simon Aladár                                      |
| 2008 | Tesó-tusa                              | Step Brothers                     | munkaügyi ügynök             |                                                   |
| 2008 | Ananász expressz                       | Pineapple Express                 | Ken                          | Kossuth Gábor                                     |
| 2008 | Példátlan példaképek                   | Role Models                       | Argotron király              | Szokol Péter                                      |
| 2009 | Másnaposok                             | The Hangover                      | Leslie Chow                  | Józsa Imre                                        |
| 2009 | A verda horda – Adj el, vagy hullj el! | The Goods: Live Hard, Sell Hard   | Teddy Dang                   | Szokol Péter                                      |
| 2009 | Ő a megoldás                           | All About Steve                   | Angus                        | Bartucz Attila                                    |
| 2009 | Páros mellékhatás                      | Couples Retreat                   | terapeuta                    | Szatmári Attila                                   |
| 2010 | Hogyan szeretkezz nővel                | How to Make Love to a Woman       | Curtis Lee                   |                                                   |
| 2010 | Drágán add a rétedet                   | Furry Vengeance                   | Neal Lyman                   | Seszták Szabolcs                                  |
| 2010 | Gru                                    | Despicable Me                     | Talk Show házigazda (hangja) | Tarján Péter                                      |
| 2010 | Vámpíros film                          | Vampires Suck                     | Daro                         | Galbenisz Tomasz                                  |
| 2011 | Gagyi mami 3. – Mint két tojás         | Big Mommas: Like Father, Like Son | postás                       | Szatmári Attila                                   |
| 2011 | A gondozoo                             | Zookeeper                         | Méregfog                     | 1. Józsa Imre 2. Seszták Szabolcs 3. Szokol Péter |
| 2011 | Másnaposok 2.                          | The Hangover Part II              | Leslie Chow                  | Józsa Imre                                        |
| 2011 | Transformers 3.                        | Transformers: Dark of the Moon    | Jerry Wang                   | Szatmári Attila                                   |
| 2011 | Muppets                                | The Muppets                       | házigazda (cameo)            | Szokol Péter                                      |
| 2013 | Pain & Gain                            | Pain & Gain                       | Jonny Wu                     | Józsa Imre                                        |
| 2013 | Másnaposok 3.                          | The Hangover Part III             | Leslie Chow                  | Józsa Imre                                        |
| 2013 | Ördögöt fogtál, nem ereszt             | Rapture-Palooza                   | Isten                        | Fekete Zoltán                                     |
| 2013 | Gru 2.                                 | Despicable Me 2                   | Floyd Eagle-san (hangja)     | Kardos Róbert                                     |
| 2013 | Turbó                                  | Turbo                             | Kim-Ly (hangja)              | Józsa Imre                                        |
| 2014 | Paradicsommadarak                      | Birds of Paradise                 | Vinnie (hangja)              |                                                   |
| 2014 | A Madagaszkár pingvinjei               | Penguins of Madagascar            | Pukkancs (hangja)            | Seszták Szabolcs                                  |
| 2015 |                                        | Advantageous                      | Han                          |                                                   |
| 2015 |                                        | The DUFF                          | Mr. Arthur                   |                                                   |
| 2015 |                                        | Ktown Cowboys                     | Önmaga (cameo)               |                                                   |
| 2016 | Norm, az északi                        | Norm of the North                 | Mr. Greene (hangja)          | Végh Péter                                        |
| 2016 | Pofázunk és végünk Miamiban            | Ride Along 2                      | A.J.                         | Józsa Imre                                        |
| 2017 |                                        | Killing Hasselhoff                | Chris Kim                    |                                                   |
| 2018 | Kőgazdag ázsiaiak                      | Crazy Rich Asians                 | Goh Wye Mun                  | Szokol Péter                                      |
| 2018 |                                        | Saving Zoë                        | Dr. Gallagher                |                                                   |
| 2018 | Libabőr 2. – Hullajó Halloween         | Goosebumps 2: Haunted Halloween   | Mr. Chu                      | Takátsy Péter                                     |
| 2018 | Indulás                                | Then Came You                     | Al rendőrtiszt               | Szokol Péter                                      |
| 2019 | Máshol                                 | Elsewhere                         | Felix                        | Szokol Péter                                      |
| 2019 | Csodapark                              | Wonder Park                       | Cooper (hangja)              | Scherer Péter                                     |
| 2019 | Bosszúállók: Végjáték                  | Avengers: Endgame                 | biztonsági őr (cameo)        | Nem szólal meg                                    |
| 2019 | Apák (dokumentumfilm)                  | Dads                              | Önmaga                       |                                                   |
| 2019 | Susi és Tekergő                        | Lady and the Tramp                | orvos (cameo)                | Botár Endre                                       |
| 2020 | Kémecském                              | My Spy                            | David Kim                    | Elek Ferenc                                       |
| 2020 | Scooby!                                | Scoob!                            | Robokuty (hangja)            | Vida Péter                                        |
| 2020 |                                        | The Opening Act                   | Quinn                        |                                                   |
| 2020 | Lunaria – Kaland a Holdon              | Over the Moon                     | Góbi (hangja)                | Nagy Ervin Veréb Tamás (ének)                     |
| 2021 | Megszállás: Zápor projekt              | Occupation: Rainfall              | Bud Miller                   | Molnár Levente                                    |
| 2021 | Tom és Jerry                           | Tom & Jerry                       | Jackie, a szakács            | Kálloy Molnár Péter                               |
| 2021 | Boss Level – Játszd újra               | Boss Level                        | Jake, a séf                  | Vida Péter                                        |
| 2021 | My Little Pony: Az új nemzedék         | My Little Pony: A New Generation  | Sprout (hangja)              | Szabó Máté                                        |
| 2021 | Flamik                                 | Extinct                           | Clarance (hangja)            | Hamvas Dániel                                     |
| 2023 | Bolondok paradicsoma                   | Fool's Paradise                   | Lenny                        | Szokol Péter                                      |
| 2024 | Kémecském: Az örök város               | My Spy: The Eternal City          | David Kim                    | Elek Ferenc                                       |